# Windstruck
Windstruck is de veertiende aflevering van het vierde seizoen van het tienerdrama Beverly Hills, 90210, die voor het eerst werd uitgezonden op 15 december 1993.

## Verhaal
Donna krijgt last van nachtmerries waarin haar huisbaas de spot met haar drijft om haar maagdelijkheid. De volgende dag wordt ze gedesillusioneerd wakker. Later die avond wordt ze opnieuw geconfronteerd met het feit dat ze maagd is wanneer David met haar naar bed wil omdat ze vandaag de dag 2 jaar lang bij elkaar zijn.
Later krijgt Donna een droom waarin haar ouders haar toestemming te geven met David naar bed te gaan. De volgende dag zegt ze aan David dat ze vanavond met hem naar bed wil. Ze plannen een romantische avond en David staat al in enkel zijn onderbroek wanneer Donna's ouders onverwachts langskomen voor een bezoek. Donna's moeder Felice is razend op haar dochter, omdat ze tegen haar gelogen heeft dat David bij haar woont. Uiteindelijk mag David bij haar blijven wonen, op voorwaarde dat ze geen seks met elkaar hebben. Dit stelt David flink teleur.
Brandon is zojuist teruggekeerd van San Francisco als hij te horen krijgt dat Steve betrapt is tijdens een schoolinbraak. Daarnaast is hij er zojuist achter gekomen dat D'Shawn een acht heeft gehaald voor zijn examen, door professor Randall te hebben omgekocht. Brandon wil erover praten met professor Randall, maar komt zijn echtgenote Lucinda tegen het lijf. Zij vertelt hem dat iemand de politie heeft ingelicht op de avond dat Steve in de school brak en dat iemand hem er dus in heeft geluisd. Steve is razend en confronteert zijn maten van het broederschap, maar zij denken dat Steve van plan is hen te verraden.
Brandon spreekt later met professor Randall. Hij is chaggerijnig en onthult dat hij weet dat Brandon een affaire heeft met zijn echtgenote. Brandon zegt dat hij de relatie onmiddellijk heeft beëindigd toen hij ontdekte dat ze getrouwd was, maar Randall gelooft hem niet. Brandon chanteert hem vervolgens in het vrijlaten van Steve, opdat hij anders naar de directeur zal stappen met de informatie dat Randall omgekocht is.
Ondertussen krijgt Andrea een steeds betere band met Jesse en wordt smoorverliefd op hem. Haar ex-vriend Dan snapt echter niet hoe ze hem verlaten heeft voor een kleurling en maakt regelmatig racistische opmerkingen over hem. Dylan en Kelly worden opnieuw verliefd op elkaar en brengen samen de nacht door. John komt hierachter en lijkt er niet gelukkig mee te zijn.

## Rolverdeling
- Jason Priestley - Brandon Walsh
- Shannen Doherty - Brenda Walsh
- Jennie Garth - Kelly Taylor
- Ian Ziering - Steve Sanders
- Gabrielle Carteris - Andrea Zuckerman
- Luke Perry - Dylan McKay
- Brian Austin Green - David Silver
- Tori Spelling - Donna Martin
- Carol Potter - Cindy Walsh
- James Eckhouse - Jim Walsh
- Joe E. Tata - Nat Bussichio
- Mark D. Espinoza - Jesse Vasquez
- Michael Durrell - Dr. John Martin
- Katherine Cannon - Felice Martin
- Paul Johansson - John Sears
- Matthew Porretta - Dan Rubin
- Scott Paulin - Professor Corey Randall
- Brooke Theiss - Leslie Sumner
- Robert Leeshock - Keith Christopher
- Brandon Douglas - Mike Ryan
- Don Calfa - Mr. Pitts